# 優太
優太（ゆうた）こと本間 優太（ほんま ゆうた、1993年4月6日 - ）は、日本の俳優。群馬県出身。G-STAR.PRO所属。

## 人物
趣味はスケボー、料理。
特技はダンス、ダンス歴は8年、得意なジャンルはHIPHOP。野球は左投げ左打ち。

## 出演

### 映画
- 仮面ライダー鎧武（2014年） - バロンダンサー 役
- CONFLICT〜最大の抗争〜（2016年） - 青木義三 役
- 聖域 組長の最も長い一日（2018年） - 拓也 役
- ドルメンX（2018年） - カミュメンバー 役
- チア男子!!（2019年） - サークルメンバー 役
- 記憶にございません!（2019年）- レギュラー記者 役
- 踊ってミタ　(2019年)
- Bridal, my song（2022年）- 中原博史 役

### Vシネマ
- 日本統一21（2016年） - 田村悠人(高校時代) 役
- タイマン1,2（2016年） - 主演・市原栄吾(武浪高等学校1年) 役
- 双頭の龍（2016年） - イサオ 役
- 首都抗争3（2017年） - 加藤(30年前) 役

### ドラマ
- バウンサー第3話・第4話・第9話（2017年、スカパー） - 雅也 役
- スター☆ジャン神（JIN）（2019年、TVK）- 兵藤嵐 役
- CODE1515（2020年、BSフジドラマ）‐ レギュラースタッフ 役
- ナンバMG5 第1話（2022年、CX）- アクションクルー 役
- 雪女と蟹を食う 第7話（2022年、CX）- ウェイター 役
- ドラフトキング（2023年、WOWOW）-興章実業野球部　-砂川駿 役
- 合理的にあり得ない 上水流涼子の解明（2023年、CX）- 虎雄 役
- ウルトラマンブレーザー （2023年、TX） - ニホンマツタクマ 役[2]
- 金曜ナイトドラマ「伝説の頭 翔」第5話（2024年8月16日、EX） - 福来 役
- 晩餐ブルース 第3話（2025年2月5日、TX）- 給仕係 役

### 舞台
- 二人芝居【宮沢佑×本間優太×女優】（2018年） - 直樹 役/田中 役
- 時速246億「バック・ザ・ホーム２」劇中動画（2018年）- 川本 役
- 二人芝居【宮沢佑×本間優太×女優】vol.2（2018年） -直樹 役/田中 役
- 俺たちマジ校デストロイ（2019年）
- 明治座7月純烈公演（2021年）- ハリー 役
- ハイスクール・ハイ・ライフ（2022年）- 優太 役
- 恐竜ラボ！ キングオブハンターズ（2023年11月3日 -　） - 博士 役
  - （2024年12月13日 - ）

### CM
- 元気寿司HongKong（2018年）- 高校球児ピッチャー 役
- キリン のどごし ＜生＞　「いま、一番売れてます！」小島瑠璃子篇CM（2020年）
- 日本生命オリジナルショートムービー「しあわせの理由篇」（2022年）- 八代翔一・八代大介 役
- 三菱UFJ銀行『MUFG北海道推しごとオーディション』TikTokショートドラマ（2023年） - 上士幌 役

### MV
- BiSH「I am me.」（2019年）- 映画に出演する俳優 役
- ドラマチックアラスカ「ジュブナイル」（2019年）- 高校生 役
- 純烈「純烈のハッピーバースデー」（2019年）

### WEB
- 告ったり、フラれたり（2019年、WEBドラマ）- 新田大祐 役